# Axana Depypere
Axana Depypere (Kortrijk, 16 juni 2004) is een Belgisch thaikbokster.

## Levensloop
Depypere is afkomstig uit Heule en liep school aan de RHIZO Hotelschool te Kortrijk. Op 5-jarige leeftijd werd ze geïnspireerd door de komedie Firmin om te gaan boksen en omstreeks haar acht jaar volgde ze haar eerste boksles bij Bushido te Bissegem.
In 2017 won ze in haar gewichts- en leeftijdscategorie het intercontinentaal kampioenschap te Manchester en in 2018 werd ze te Rotterdam Europees kampioene in de K-1. In 2019 werd ze in het Turkse Antalya IFMA-wereldkampioene (-50kg) in de leeftijdscategorie 14-15 jaar en in 2022 Europees kampioene (-54kg) in de leeftijdscategorie 16-17 jaar. Op de Europese Spelen van 2023 in het Poolse Myślenice (haar eerste competitie bij de elite) behaalde ze zilver in de categorie -54kg . In de finale verloor ze op punten (30-27) van de Poolse Martyna Kierczyńska.